# Celjei Regionális Múzeum

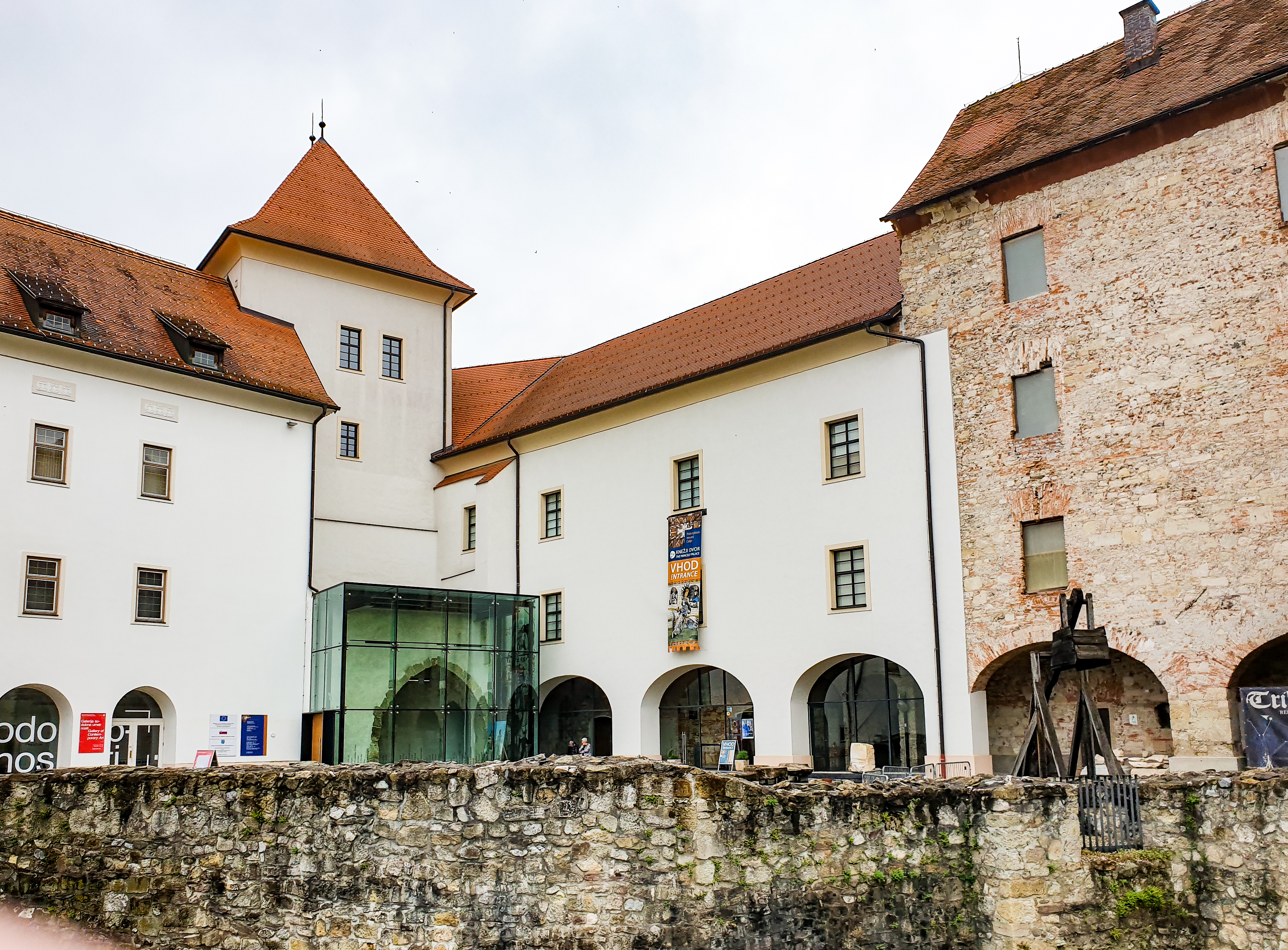
A celjei alsóvár, a múzeum másik fő kiállító helye

A Celjei Regionális Múzeum a szlovéniai Celje városának egyik legfontosabb kulturális intézménye; a város és környéke történetének emlékeit gyűjti és mutatja be. A múzeumot két önmagában is történelmi jelentőségű épületegyüttesben, a celjei grófi palotában és a celjei alsóvárban helyezték el.
A várostörténeti gyűjtemény az őskőkorszaktól a 20. századig dolgozza fel a település és környéke történelmét. Az alsóvárban berendezett állandó kiállítás az őstörténetre és a római korra helyezi a hangsúlyt, míg a grófi palotában a Cillei család történetét mutatják be. A grófi palotában emellett időszaki kiállításokat is rendeznek, 2023-ban többek között Alma Karlin szlovén utazó életét és munkásságát mutatták be. Különleges kiállítást is rendeztek látássérültek számára „A gótikától a historizmusig lépésről lépésre” címmel. Az épület pincéjében található Szlovénia legnagyobb lapidáriuma, főleg a római korból fennmaradt kőemlékekkel.
A celjei alsóvár épülete alatt mintegy 1000 m²-es területen tártak fel és mutatnak be in situ, eredeti helyükön római Celeia emlékeit, a borostyánút helyi szakaszának maradványait és más helyi leleteket.
Szervezetileg a múzeumhoz tartozik még a környék több kisebb régészeti kiállítóhelye is.

## Története
A múzeumot 1882-ben nyitották meg városi múzeumként. 1945 augusztusában csatolták hozzá a régi grófi palota reneszánsz épületét. Mai nevét 1965 óta viseli, amikor is kiterjesztették hatáskörét a környékre.

## Kiállítások a celjei grófi palotában

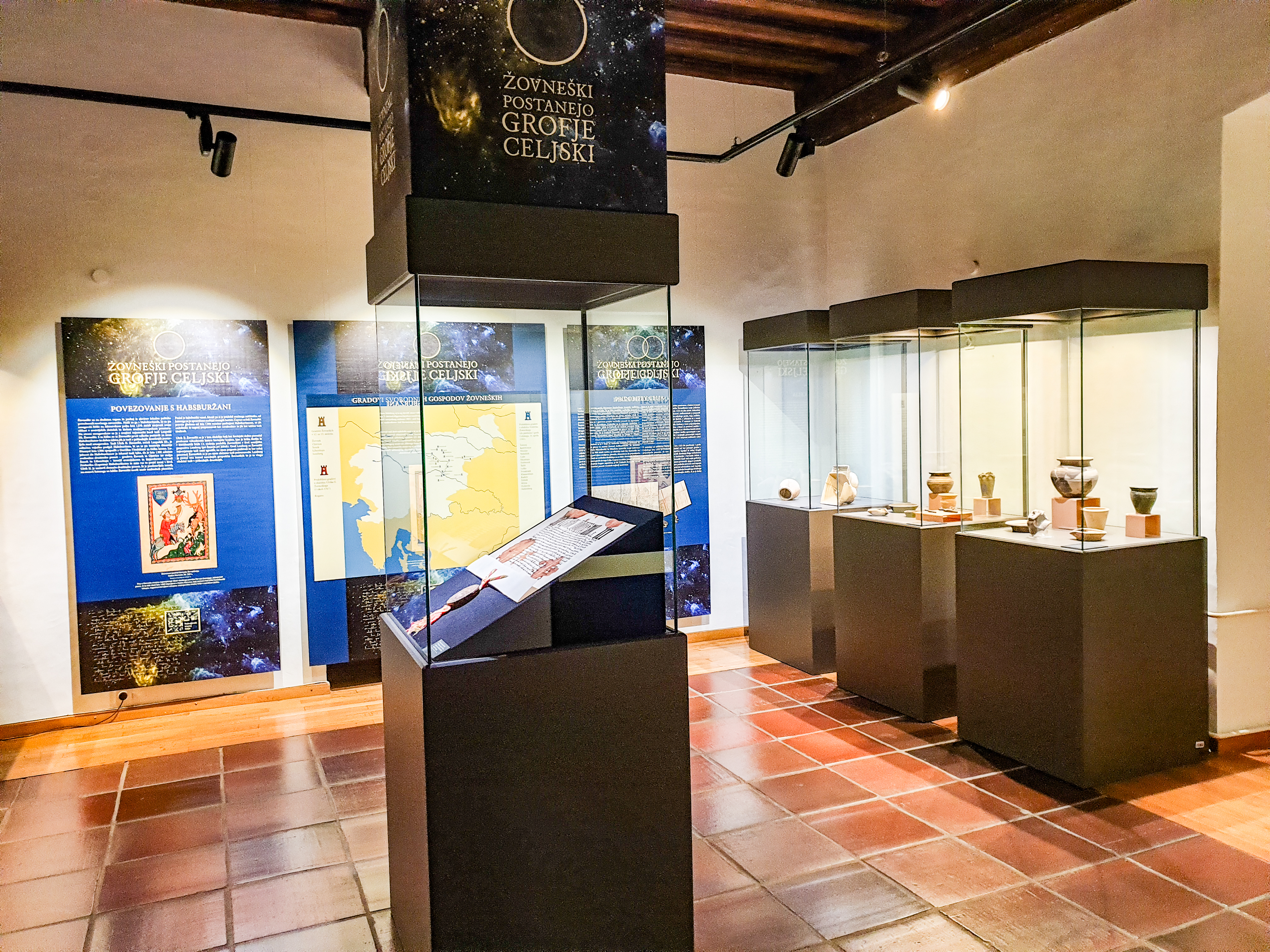
A cillei grófok története
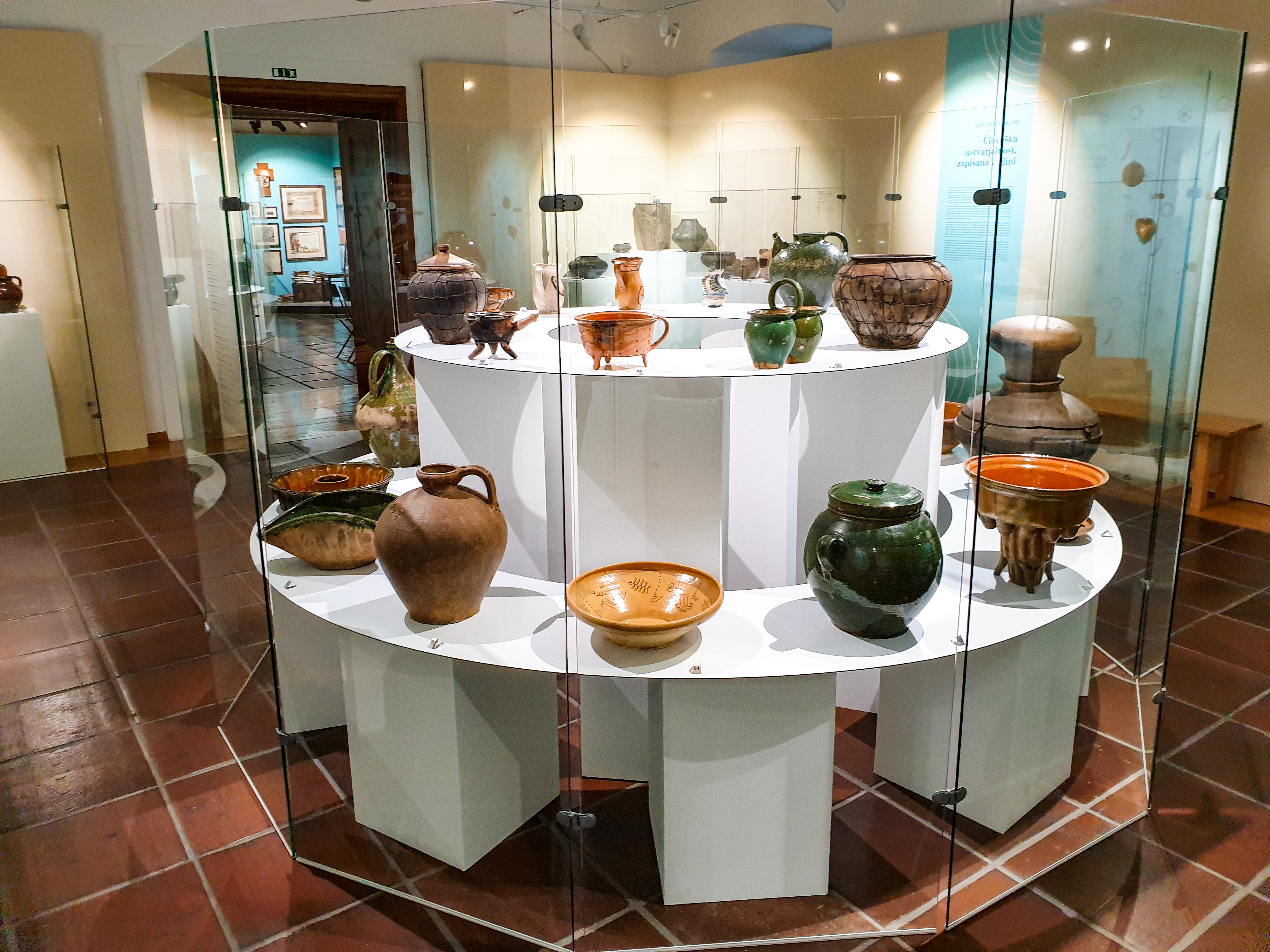
A helyi agyagművesség emlékei
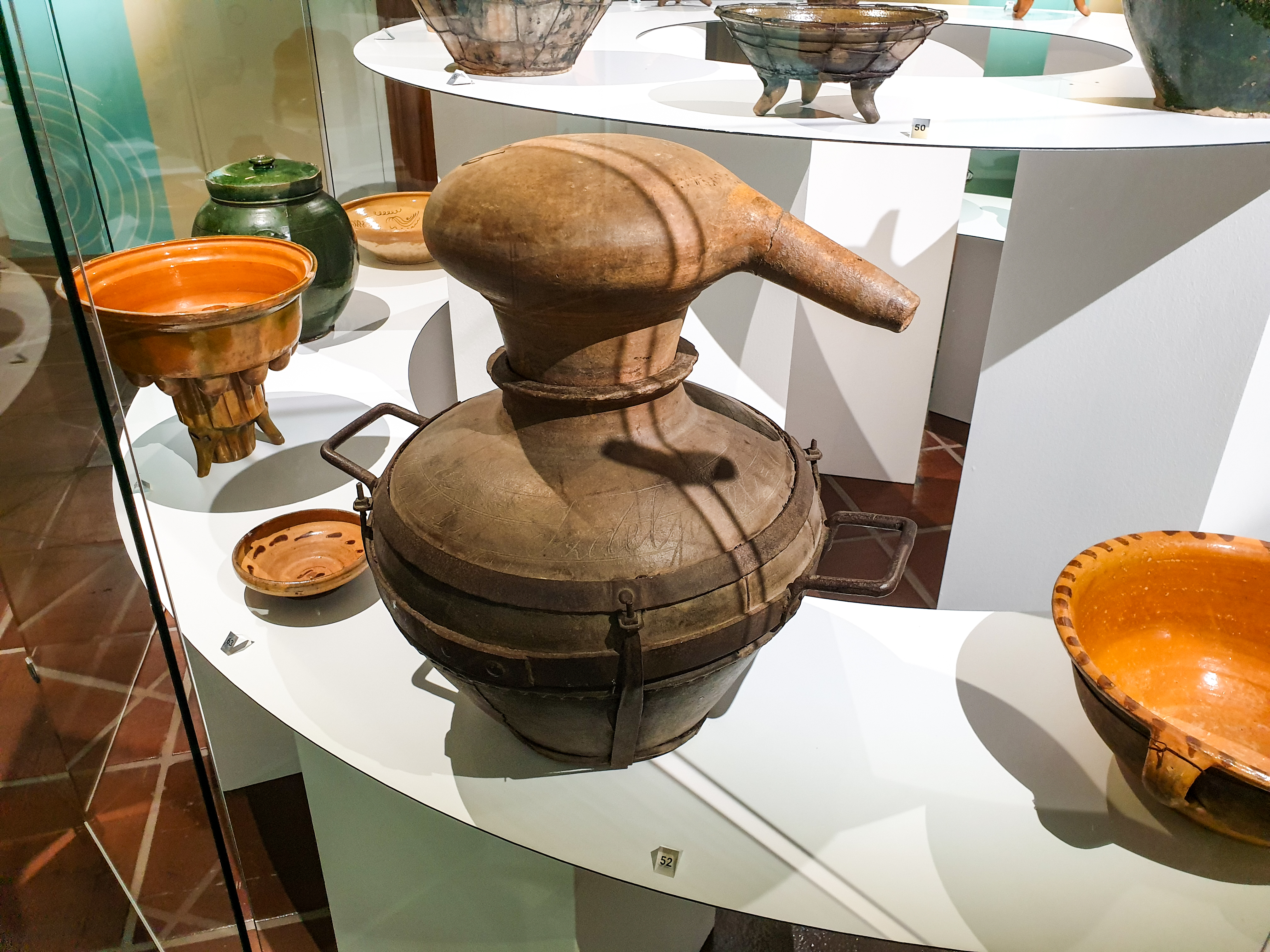
Régi pálinkalepárló

## Kiállítások a celjei alsóvárban

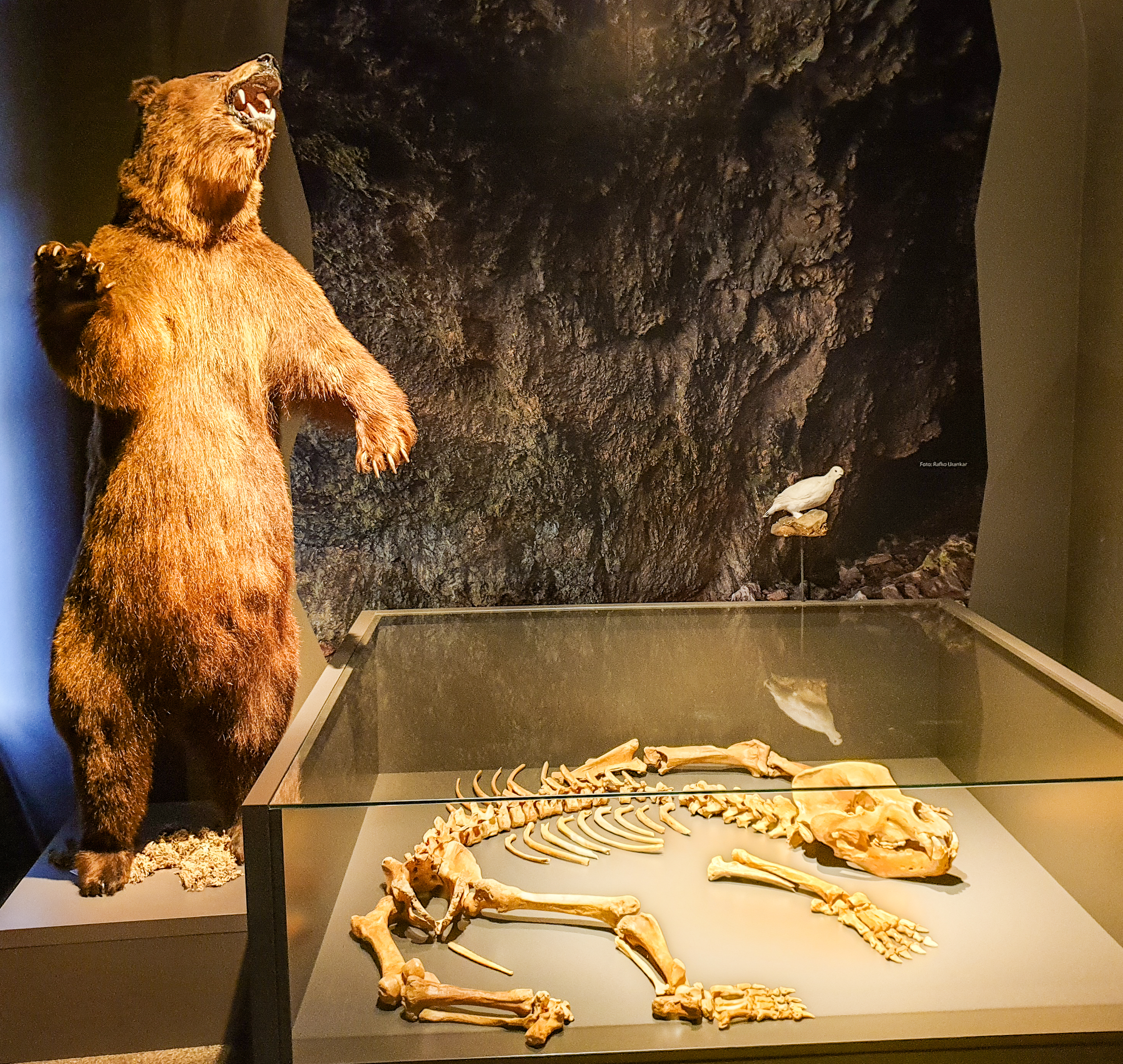
Barlangi medve (Ursus ingressus, Potočka-barlang)
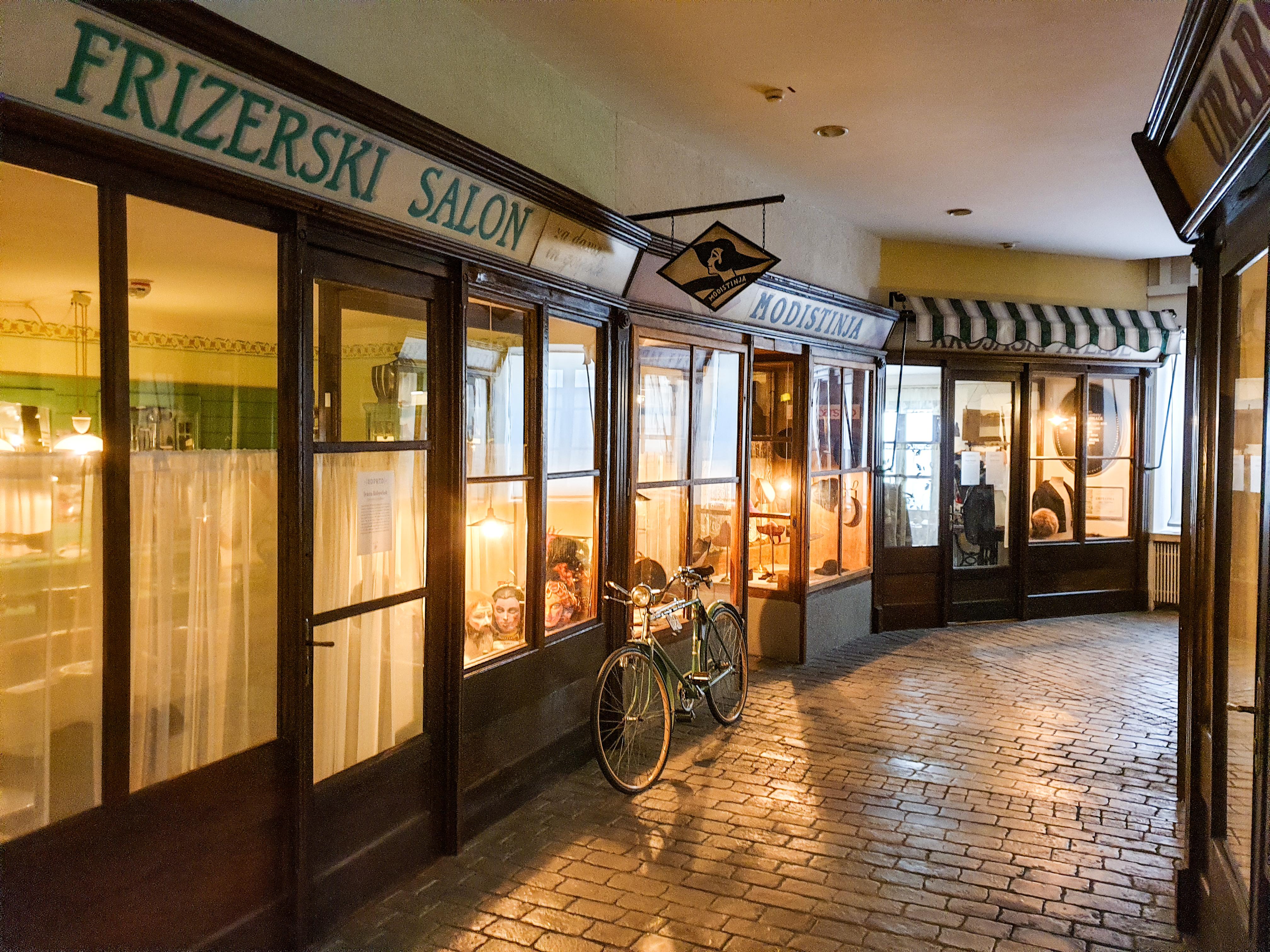
Egykori celjei utca rekonstrukciója
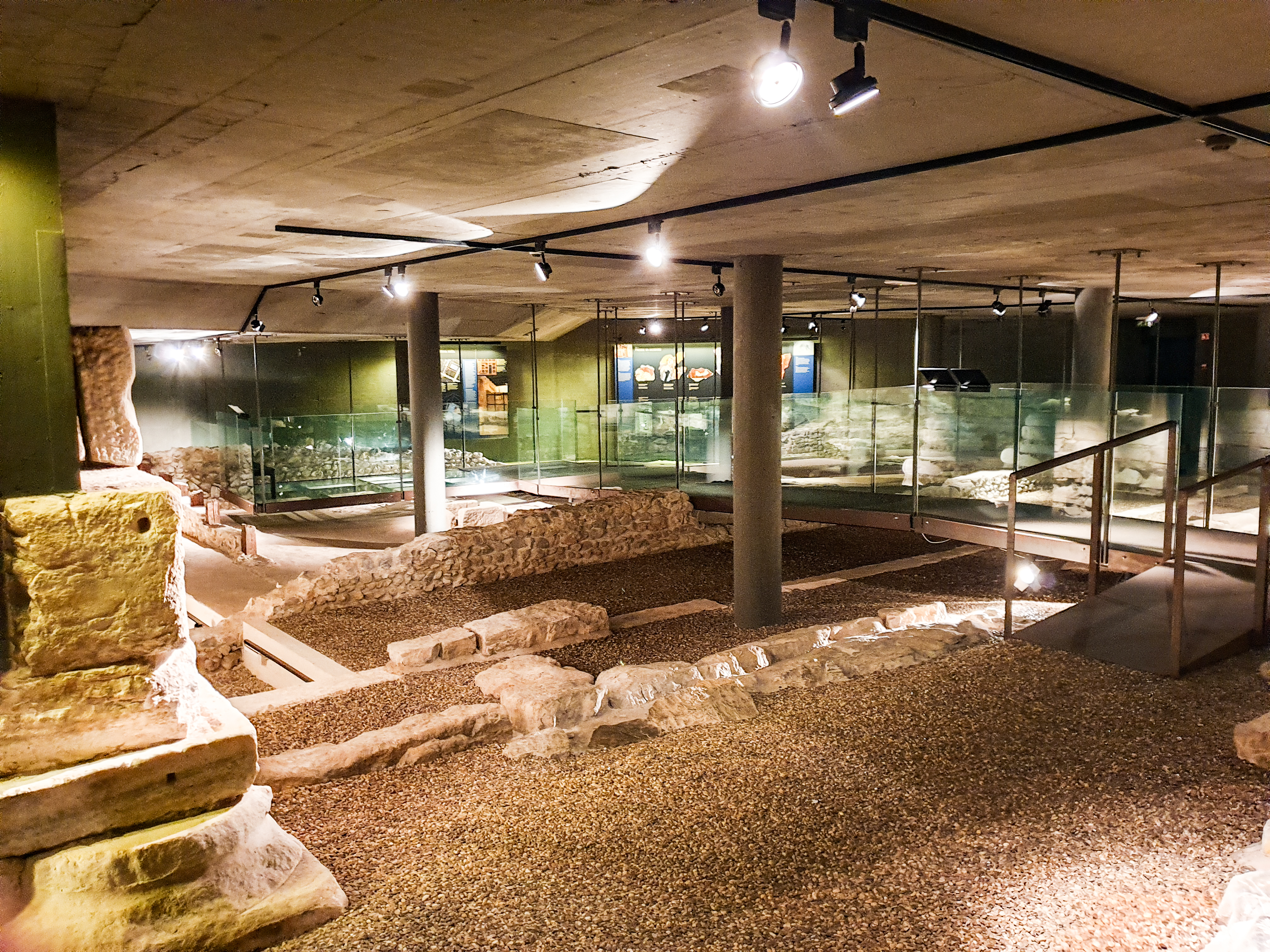
Római emlékek a pinceszinten

## Fordítás
- Ez a szócikk részben vagy egészben  a   Pokrajinski muzej Celje című szlovén Wikipédia-szócikk fordításán alapul.  Az eredeti cikk szerkesztőit annak laptörténete sorolja fel. Ez a jelzés csupán a megfogalmazás eredetét és a szerzői jogokat jelzi, nem szolgál a cikkben szereplő információk forrásmegjelöléseként.
- Ez a szócikk részben vagy egészben  a   Regionalmuseum Celje című német Wikipédia-szócikk ezen változatának fordításán alapul.  Az eredeti cikk szerkesztőit annak laptörténete sorolja fel. Ez a jelzés csupán a megfogalmazás eredetét és a szerzői jogokat jelzi, nem szolgál a cikkben szereplő információk forrásmegjelöléseként.